# 扎溫卡
51°26′27″N 31°14′59″E / 51.44083°N 31.24972°E

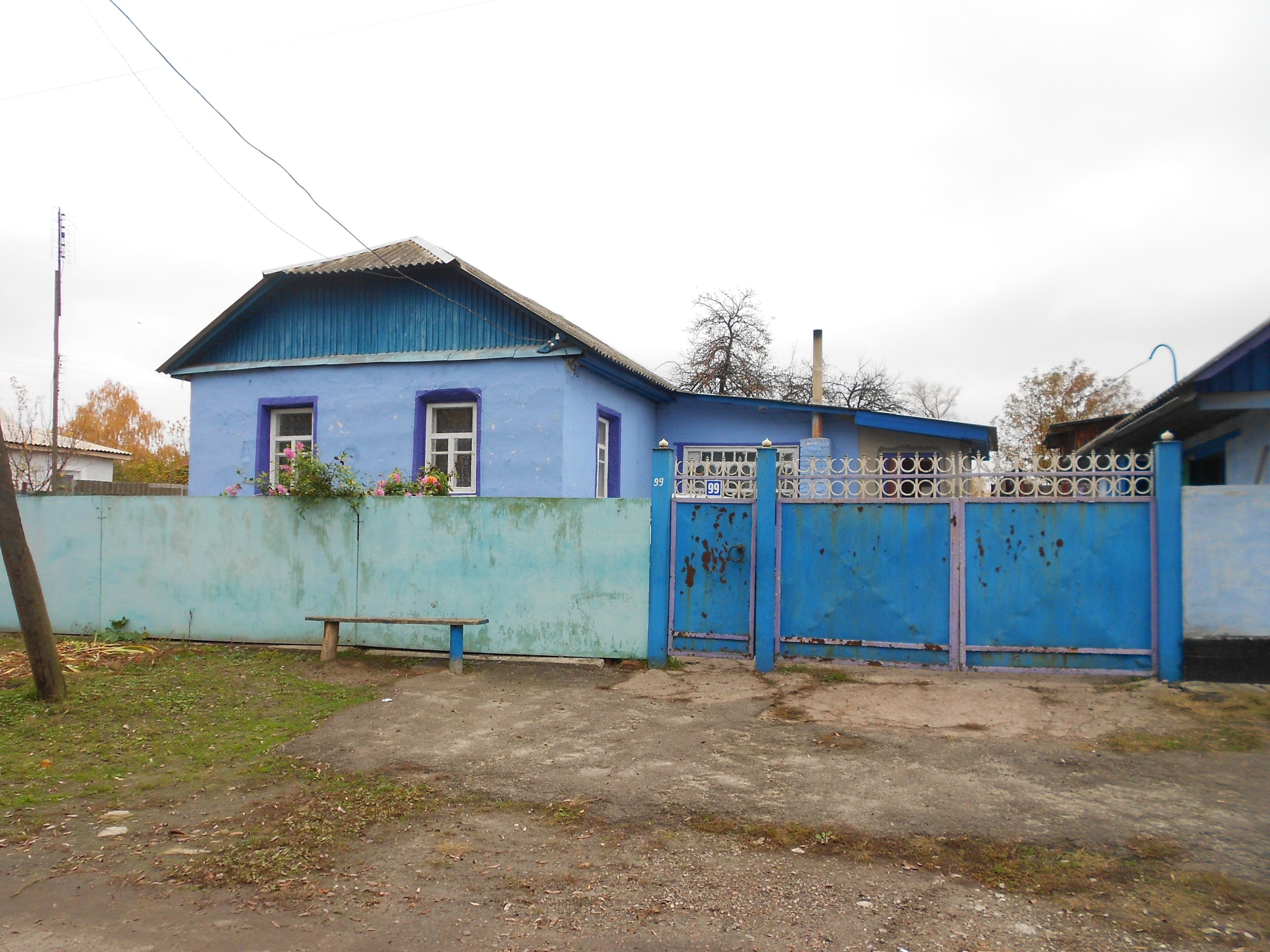
扎溫卡

扎溫卡（烏克蘭語：Жавинка），是烏克蘭北部切爾尼希夫州切爾尼希夫區基因卡市镇的村落。始建於1638年，面積0.79平方公里，海拔高度107米，2001年人口549，人口密度每平方公里696.7人。